# Liparetrus squamipennis
Liparetrus squamipennis är en skalbaggsart som beskrevs av Britton 1980. Liparetrus squamipennis ingår i släktet Liparetrus och familjen Melolonthidae. Inga underarter finns listade i Catalogue of Life.